# تشارلي ستريت
تشارلي ستريت (بالإنجليزية: Charley Straight)‏ هو قائد فرقة ‏ وملحن وعازف بيانو وعازف جاز أمريكي، ولد في 16 يناير 1891 في شيكاغو في الولايات المتحدة، وتوفي بنفس المكان في 21 سبتمبر 1940 بسبب حادث مرور.

## وصلات خارجية
- تشارلي ستريت على موقع ميوزك برينز (الإنجليزية)
- تشارلي ستريت على موقع ديسكوغز (الإنجليزية)